# SV Sandhausen
SV Sandhausen 1916 är en tysk fotbollsklubb från orten Sandhausen i Baden-Württemberg. Herrarnas seniorlag kvalificerade sig 2012 för 2. Bundesliga.
Sandhausen grundades 1 augusti 1916 och fram till 2008 var den en amatörklubb. Det ändrades efter att Tysklands 3. Liga inrättades. 2012 avancerade herrlaget till 2. Bundesliga. De slutade säsongen på 17:e platsen men då MSV Duisburg inte fick licensen för andra divisionen 2013/14 flyttades Sandhausen inte ner.
Laget hade några framgångar i DFB-Pokal. 1985/86 nådde Sandhausen kvartsfinalen och förlorade där mot Borussia Dortmund 1-3. 1995/96 vann laget första runden mot VfB Stuttgart efter straffar. Straffsparksläggningen var med 13-12 den längsta i pokalens historia.